# ابونصر قمی
ابونصر حسن بن علی منجم قمی، اخترشناس ایرانی‌است.
اثر او «البارع المدخل فی احکام‌النجوم والطوالع»، دربرگیرنده شصت و چهار فصل و پنج مقاله است که در آغاز به عربی نوشت و بعدها به فارسی ترجمه نمود.